# 부윤구역

부윤구역(富潤區域)은 조선민주주의인민공화국 함경북도 청진시에 속하는 구역으로 시의 남서쪽에 위치한다. 인구는 2008년 기준으로 20,258명이다.

## 역사
부윤구역은 1970년에 설치되었다.
- 1970년 - 라남구역의 부윤로동자구와 어유리가 합병해 부윤구역이 신설되었다.
- 1977년 - 청진시가 직할시가 되었다(청진직할시 부윤구역).
- 1985년 - 청진시가 함경남도 소속으로 복귀하였다(청진시 부윤구역).
- 1989년 - 무산군 마양로동자구의 일부를 편입하였다.
- 1993년 - 구역이 폐지되어 부윤로동자구·어유리가 되어 라남구역에 편입되었다.
- 1994년 3월 - 부윤로동자구와 어유리가 합병해 부윤구역이 재설치되었다.

## 산업
서두수 발전소가 있어, 김책 제철소 등의 광공업 시설에 전력을 공급하고 있다.

## 행정 구역
7동 1리로 구성된다.
- 부윤 1동 (富潤 1洞)
- 부윤 2동 (富潤 2洞)
- 천수동 (千水洞)
- 고성 1동 (古城 1洞)
- 고성 2동 (古城 2洞)
- 선바위동
- 아양동 (阿陽洞)
- 어유리 (漁游里)